# Desaparecida
Desaparecida es una serie de televisión española producida por Grupo Ganga y emitida por la La 1 de Televisión Española. Consta de una única temporada de trece capítulos, estrenados entre el 3 de octubre de 2007 y el 30 de enero de 2008.
En Argentina, la serie fue conocida como Bruno Sierra, el rostro de ley. Se transmitió en 2009 por la TV Pública y ha sido uno de los programas más vistos del canal.
Coincidiendo con la emisión del último capítulo de la serie, se anunció el estreno de un secuela titulada UCO y protagonizada por dos de los personajes de la serie, el teniente Sierra (Miguel Ángel Solá) y la sargento Laura Andrún (Esther Ortega).
Cinco años y medio después, La 1 recuperó la serie para su franja de sobremesa, comenzando su emisión el lunes 1 de abril de 2013 con un capítulo diario de lunes a viernes a partir de las 16:30, ocupando así el hueco que habían dejado las reposiciones de Los misterios de Laura. Las reposiciones obtuvieron una audiencia media del 7-8% con algo más de 900.000 espectadores. El último capítulo, emitido el lunes 22 de abril de 2013, atrajo la atención de 1.003.000 espectadores con una cuota del 8,2%. El hueco que dejó en la sobremesa de La 1 fue ocupado por la serie UCO, la serie derivada de Desaparecida que en el año 2009 había sido cancelado por baja audiencia.

## Argumento
Patricia Marcos es una joven que vive junto a su familia en Blancaró, un pueblo ficticio de las afueras de Madrid. La noche en que cumple 18 años, Patricia planea salir con su prima, Cris, a las fiestas del pueblo vecino. Tras discutir con su madre, Lola, sobre la hora de regreso a casa, Patricia acaba logrando la autorización de su padre, Alfredo, para alargar la vuelta. Sin embargo, la joven no regresa a su casa, lo que moviliza a su familia y a la Guardia Civil en su búsqueda en calidad de persona desaparecida. A medida que investigación por la desaparición de Patricia avanza, saldrán a luz detalles desconocidos de su vida y entorno.

## Reparto

### Principal
- Carlos Hipólito como Alfredo Marcos
- Miguel Ángel Solá como Teniente Bruno Sierra
- Luisa Martín como Lola Álvarez
- Carlos Kaniowsky como Gerardo Marcos
- Francesc Tormos como Diego Marcos Álvarez
- Esther Ortega como Sargento Laura Andrún
- Marina Salas como Cristina "Cris" Marcos
- Bárbara Meier como Sonia Marcos Álvarez
- Santi Marín como Rubén Atienza
- Beatriz Ayuso como Patricia Marcos Álvarez

### Recurrente
- Alejandro Cano como Ricardo "Richi" (Episodio 1; Episodio 3 - Episodio 6; Episodio 9 - Episodio 11)
- Julio Cabañas como Chete (Episodio 1; Episodio 3; Episodio 6; Episodio 10 - Episodio 10)
- María Ballesteros como Carla Tuñón (Episodio 1 - Episodio 2; Episodio 4; Episodio 6; Episodio 10)
- Miguel Campos como Paco (Episodio 1; Episodio 3; Episodio 6; Episodio 10)
- Aníbal Soto como Eloy Casal Ramírez (Episodio 2 - Episodio 5; Episodio 10)
- Héctor Claramunt como César Román (Episodio 2 - Episodio 3; Episodio 6 - Episodio 10)
- Luisa Martínez como Rosa (Episodio 2 - Episodio 3; Episodio 6; Episodio 10)
- María Salgueiro como Alba (Episodio 2 - Episodio 3; Episodio 5)
- María Álvarez como Amparo (Episodio 4 - Episodio 6; Episodio 11)
- Inma Cuevas como Vanesa (Episodio 5; Episodio 9 - Episodio 10)
- Celia Rivas como Beatriz Garrido (Episodio 7 - Episodio 9)
- Esmeralda Moya como Blanca Sierra (Episodio 9; Episodio 11 - Episodio 12)

### Invitado
- Jesús Berenguer como Bedel (Episodio 1)
- Koldo Arrastia como Santiago Brei (Episodio 1)
- Maximiliano Márquez como Fermín (Episodio 1; Episodio 5)
- Selu Nieto como Rubén Vázquez (Episodio 1)
- Ana Sáez como Virtudes (Episodio 3)
- Candela Fernández como Carmen (Episodio 3)
- César Sánchez como Tomás García (Episodio 3)
- Jacobo Dicenta como Jesús Silva (Episodio 3; Episodio 8)
- Victoria Mora como Julia (Episodio 5)
- Antonio Mourelos como Coronel Iglesias (Episodio 7; Episodio 11)
- Antonio Requena como Evaristo Gómez "El sordo" (Episodio 7)
- Marta Belmonte como María (Episodio 9; Episodio 12)
- Helena Dueñas como Socorro Marín (Episodio 11)
- Kike Díaz de Rada como Sargento Espinosa (Episodio 11)

## Créditos
- Dirección: Carlos Sedes, Manuel Palacios, Jorge Sánchez Cabezudo y José María Caro
- Guion: Ramón Campos, Gema R. Neira, Eligio R. Montero, Allan Baker, Álvaro González-Aller, Deborah Rope, Luis Marías y Laura León.
- Edición de guiones: Ramón Campos y Laura León
- Producción: Miguel Ángel Bernardeau y Ramón Campos
- Dirección de fotografía: Jacobo Martínez y Migue Amoedo
- Dirección artística: Gonzalo Gonzalo y Roberto Carvajal
- Dirección de producción: Miriam shuto
- Montaje: José Ares, Joaquín Roca, Esperanza San Esteban y Nino Martínez Sosa
- Música original: Nani García

## Episodios y audiencias
| N.º | Título          | Dirigido por                             | Escrito por | Fecha de emisión original | Audiencia         |
| --- | --------------- | ---------------------------------------- | --- | ------------------------- | ----------------- |
| 1   | «Día 1»         | Carlos Sedes y Manuel Palacios           | Argumento: Ramón Campos, Gema R. Neira, Eligio R. Montero, Allan Baker y Álvaro González-Aller Diálogos: Ramón Campos, Gema R. Neira y Eligio R. Montero | 3 de octubre de 2007      | 3.299.000 (18,6%) |
| 2   | «Día 4»         | Manuel Palacios y Jorge Sánchez-Cabezudo | Argumento: Ramón Campos, Allan Baker y Álvaro González-Aller Diálogos: Gema R. Neira y Eligio R. Montero                                                 | 10 de octubre de 2007     | 3.053.000 (16,6%) |
| 3   | «Día 11»        | Carlos Sedes y José M. Caro              | Argumento: Ramón Campos, Allan Baker y Álvaro González-Aller Diálogos: Gema R. Neira y Déborah Rope                                                      | 17 de octubre de 2007     | 2.935.000 (15,9%) |
| 4   | «Día 13»        | Manuel Palacios y José M. Caro           | Ramón Campos, Gema R. Neira y Eligio R. Montero | 24 de octubre de 2007     | 2.664.000 (14,5%) |
| 5   | «Día 14»        | Manuel Palacios                          | Argumento: Ramón Campos, Gema R. Neira, Allan Baker, Álvaro González-Aller y Laura León Diálogos: Gema R. Neira, Eligio R. Montero y Laura León          | 31 de octubre de 2007     | 2.360.000 (14,9%) |
| 6   | «Día 16»        | Jorge Sánchez-Cabezudo                   | Argumento: Ramón Campos, Gema R. Neira, Allan Baker y Laura León Diálogos: Gema R. Neira                                                                 | 7 de noviembre de 2007    | 3.359.000 (17,8%) |
| 7   | «Día 17»        | José M. Caro                             | Argumento: Ramón Campos, Gema R. Neira, Allan Baker, Álvaro González-Aller y Laura León Diálogos: Déborah Rope                                           | 14 de noviembre de 2007   | 3.553.000 (18,6%) |
| 8   | «Día 19»        | Carlos Sedes                             | Argumento: Ramón Campos, Gema R. Neira, Eligio R. Montero, Allan Baker, Álvaro González-Aller y Laura León Diálogos: Gema R. Neira                       | 21 de noviembre de 2007   | 2.990.000 (15,7%) |
| 9   | «Día 22»        | Manuel Palacios                          | Argumento: Ramón Campos, Gema R. Neira, Allan Baker, Álvaro González-Aller Diálogos: Gema R. Neira, Eligio R. Montero y Laura León                       | 5 de diciembre de 2007    | 2.575.000 (14,6%) |
| 10  | «Día 23»        | Carlos Sedes y Jorge Sánchez-Cabezudo    | Diálogos: Ramón Campos, Gema R. Neira y Eligio R. Montero                                                                                                | 12 de diciembre de 2007   | 2.854.000 (15,0%) |
| 11  | «Día 24»        | Manuel Palacios y Jorge Sánchez-Cabezudo | Déborah Rope | 23 de enero de 2008       | 2.485.000 (13,8%) |
| 12  | «El último día» | Manuel Palacios y Jorge Sánchez-Cabezudo | Ramón Campos y Eligio R. Montero | 30 de enero de 2008       | 3.183.000 (17,1%) |

### EspecialUna clase de Guardia Civil
| N.º | Título       | Dirigido por | Escrito por                                                                     | Fecha de emisión original | Audiencia       |
| --- | ------------ | ------------ | ------------------------------------------------------------------------------- | ------------------------- | --------------- |
| E   | «Las claves» | Carlos Sedes | Argumento: Gema R. Neira, Eligio R. Montero y Laura León Diálogos: Ramón Campos | 21 de enero de 2008       | 923.000 (12,9%) |

## Premios
- XVII Edición de los Premios de la Unión de Actores
  - Luisa Martín Premio a Mejor actriz protagonista de televisión
  - Carlos Hipólito y Miguel Ángel Solá, Premio ex aequo al Mejor actor protagonista de televisión
  - Carlos Kaniowsky nominado al premio a Mejor actor secundario de televisión
  - Luisa Martínez nominada al premio a Mejor actriz de reparto de televisión
  - Jacobo Dicenta nominado al premio a Mejor actor de reparto de televisión
- Mejor Actriz de Televisión en el Festival de cine y televisión de Islantilla: Luisa Martín
- Mención de Honor 2008 de la Fundación Guardia Civil[4]
- Seoul Drama Awards[5]
  - Grand Seoul Drama Award (mejor programa de todas las categorías)
  - Mejor Dirección de miniseries
- Festival Internacional de Nueva York[6]
  - Medalla de plata en categoría miniseries
  - Medalla de bronce en categoría mejores actores (Miguel Ángel Solá y Luisa Martín)